# The Love Club EP
The Love Club EP (с англ. — «Клуб Любви») — дебютный мини-альбом новозеландской певицы Лорд. Лорд начала писать материал для альбома в возрасте двенадцати лет, когда она подписала контракт с лейблом Universal. В декабре 2011 года директор подразделения лейбла Universal, A&R-менеджер Скотт МакЛахлан познакомил Лорд с продюсером Джоэлом Литтлом, и в течение трёх недель они вдвоём записали и спродюсировали все пять песен с мини-альбома. В ноябре 2012 года исполнительница выпустила мини-альбом на сервисе SoundCloud для бесплатной загрузки. 8 марта 2013 года мини-альбом был издан на лейблах Universal и Virgin. Песни пластинки выдержаны в таких жанрах, как электропоп и электроника.
The Love Club EP получил положительные отзывы от музыкальных критиков, которые сравнили пластинку с работами таких исполнителей, как Лана Дель Рей, Florence and the Machine и Скай Феррейра. Мини-альбом дебютировал со второй позиции в чарте Новой Зеландии и Австралии, и был сертифицирован, как платиновый и семикратно платиновый в данных двух странах. В США, диск занял двадцать третью позицию в чарте Billboard 200, а к августу 2013 года было продано более 60 000 копий. Для продвижения мини-альбома, Лорд давала несколько концертов, а песня «Royals» была выпущена в качестве сингла.

## История создания
A&R-менеджер Скотт МакЛахлан из Universal Music Group узнал о Лорд, когда ей было двенадцать лет. МакЛахлан увидел видеоряд, где Лорд выступает на школьном конкурсе талантов в Окленде, Новая Зеландия. В возрасте 13 лет, Элла начала писать песни для себя. МакЛахлан безуспешно пытался сблизить исполнительницу с несколькими авторами песен и продюсерами, чтобы помочь ей с продакшеном. В конечном итоге, он познакомил Лорд с продюсером Джоэлом Литтлом, когда певице исполнилось только пятнадцать лет. Литтла впечатлили вокальные способности исполнительницы и её талант писать песни, после чего он создал песни с музыкальными структурами, основанными на текстах Лорд.
Литтл и Лорд записывали песни на студии Golden Age Studios, которая находится в пригороде Окленда, Морнингсайд. В процессе записи музыки, Лорд вдохновлялась хип-хоп музыкой различных исполнителей, таких как Лана Дель Рей, но всё же критиковала их «чушь» с отсылками на «дорогие спиртные напитки, красивую одежду и машины». В течение недели во время школьных каникул, исполнительница записала треки «Royals», «Bravado» и «Biting Down». Лорд и Литтл также записали ещё две композиции для мини-альбома, такие как «Million Dollar Bills» и «The Love Club». Лорд написала тексты песен, в то время как Литтл сочинил мелодии и сыграл их на таких инструментах, как включая ударные, гитары и синтезаторы. В общей сложности, The Love Club EP был записан за три недели.

## Музыкальный стиль
The Love Club EP состоит из пяти песен, написанных Лорд в сотрудничестве с продюсером Джоэлом Литтлом. Ник Уорд из газеты The Nelson Mail описал мини-альбом, как «инди-пикантная электроника», а вокал Лорд, как «выразительный». Крис Шульц из The New Zealand Herald сказал, что вокал исполнительницы «кажется, исходит от кого-то вдвое старше её самой». Критики сравнили музыкальный стиль пластинки с работами Скай Феррейры, Florence and the Machine и Ланы Дель Рей. Рецензент Джим Пинкний из издания New Zealand Listener предположил, что песни Лорд с диска структурированы, как короткие своеобразные истории.
The Love Club EP открывается чеймбер-поп песней «Bravado». На написание композиции, Лорд вдохновилась песней американского рэпера Канье Уэста «Dark Fantasy». В треке Лорд поёт о своей притворной уверенности в том, что она была готова войти в музыкальную индустрию. «Royals» и «Million Dollar Bills» — два трека, в которых исполнительница критикует гламурный стиль жизни богатых; в песне, Лорд объединяет разновидности поп-музыки, включая арт-поп, и электропоп, а также ритм-н-блюз, в то время, как последний из них в песне является гибридом поп-музыки и альтернативного рока с влиянием хип-хопа. В заглавном треке «The Love Club» осуждается дружба с «плохой толпой». The Love Club EP заканчивается драм-н-бейс песней с влиянием трип-хопа, «Biting Down», в которой представляется «футуристическая борьба барабанных ударов». В сентябре 2013 года была выпущена новая версия мини-альбома, в которой «Royals» заменена кавер-версией песни «Swingin Party» группы The Replacements.

## Промокампания и релиз

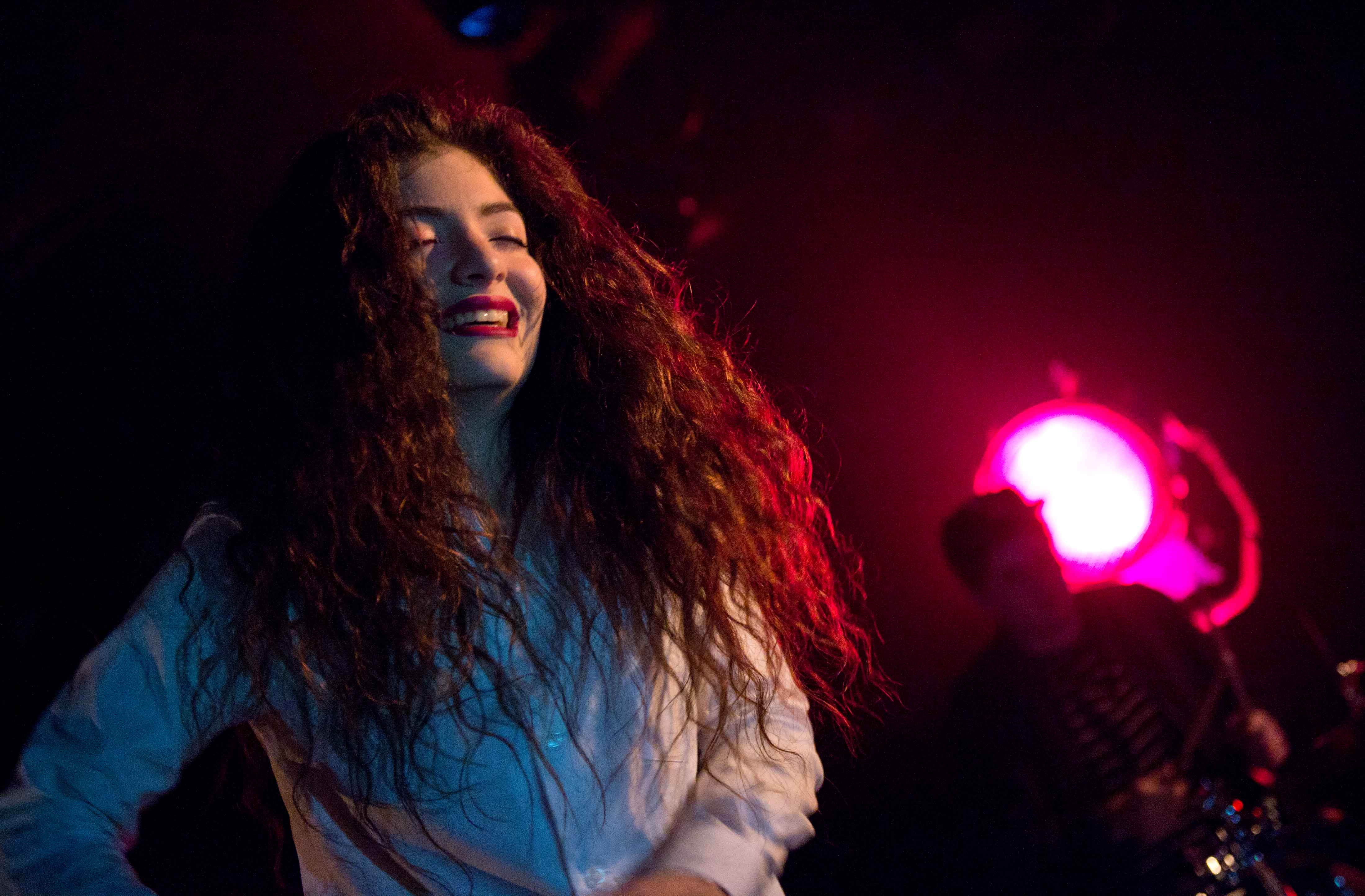
Выступление Лорд на фестивале «Decibel Festival» в 2013 году

В ноябре 2012 года Лорд выпустила The Love Club EP через музыкальный сервис SoundCloud для бесплатной загрузки. После того, как альбом бесплатно скачали 60 000 раз в сети, лейбл Universal решил выпустить его для коммерческих продаж в марте 2013 года. 8 марта 2013 года, мини-альбом был выпущен в цифровом формате в таких странах, как Австралия, Новая Зеландия, Нидерланды, и Соединённые Штаты. CD-версия альбома была выпущена 10 мая 2013 года в Новой Зеландии, через неделю а Австралии, и в Соединенных Штатах 9 июля. 10 июня в Великобритании был выпущен 10-дюймовый винил The Love Club EP на лейбле Virgin Records. 30 сентября 2013 года наряду с выпуском дебютного студийного альбома Лорд, Pure Heroine, также была выпущена версия мини-альбома, в которой «Royals» была заменена песней «Swingin Party». Композиция «Royals» была издана как единственный сингл в поддержку диска. 3 июня 2013 года трек был отправлен лейблами Lava и Republic на радио Adult Album Alternative. В августе 2013 года сингл стал доступен для цифровой загрузки во всём мире. Впоследствии, песня вошла на диск Pure Heroine.
27 июля 2013 года Лорд заменила Фрэнка Оушена на австралийском фестивале «Splendour in the Grass» а Байрон-Бей. 6 августа исполнительница впервые выступила в Соединённых Штатах, в Le Poisson Rouge, Нью-Йорк. Через два дня, певица исполнила песни «Royals» и «The Love Club» на радио KCRW в Санта-Монике. В сентябре Лорд стала хедлайнером фестиваля «Decibel Festival» в Сиэтле, а также дала концерт в ночном клубе Webster Hall, Нью-Йорк. 3 октября 2013 года Лорд провела концерт в клубе «Warsaw» в Бруклине для продвижения Pure Heroine и The Love Club EP. 26 ноября 2013 года Лорд исполнила «Royals» и «Bravado» на «Позднем шоу с Дэвидом Леттерманом». В начале 2014 года для продвижения Pure Heroine и The Love Club EP давала концерты в рамках концертного тура Lorde Tour.

## Реакция критиков
| Оценки критиков        | Оценки критиков |
| Источник               | Оценка          |
| ---------------------- | --------------- |
| AllMusic               | [ 1 ]           |
| Manawatu Standard      | [ 41 ]          |
| mX                     | [ 42 ]          |
| The Nelson Mail        | [ 11 ]          |
| The New Zealand Herald | [ 12 ]          |

Редактор сайта AllMusic назвал альбом «вызывающим воспоминания» и похвалил его за «пылкое и жёсткое» звучание. Крис Шульц из издания The New Zealand Herald назвал мини-альбом «началом чего-то особенного» и восхищался вокалом исполнительницы. Ник Уорд из The Nelson Mail отметил лирическое содержание расширенного издания Pure Heroine, также сказав про мини-альбом: «На это стоит посмотреть». Джим Пинкний из журнала New Zealand Listener высказал мнение, что музыка «может ещё не полностью соответствовать индивидуальности вокала и лирики Лорд», но похвалил способность написания исполнительницей песен, сказав: «Лорд сочетает очевидное подростковое смущение, любознательность и уверенность в навыках написания».
Рецензент из журнала Manawatu Standard похвалил продакшн мини-альбома, написание певицей песен и «правильный край, чтобы привлечь основную аудиторию», заявив, что мини-альбом был «хорошим поп-дебютом». В обзоре The Love Club EP издания The Dominion Post, рецензент Том Кэрди написал, считает песни на пластинке «резкими, бодрящими и разумными». Кроме того, он рассматривал мини-альбом как лучший новозеландский релиз года, также назвав слова песен и их исполнение Лорд, как «просто невероятными». Рецензент Ник Мэйсон из издания mX назвал диск, как «сильный» дебютный релиз для показа зрелости Лорд в её годы, а также похвалил его за впечатляющий и изобретательный музыкальный стиль. В конце 2013 года, критик Аллан Рэйбл из ABC News включил The Love Club EP, а также дебютный студийный альбом Лорд, Pure Heroine, в список лучших альбомов года, расположив его на третьей позиции.
На премии New Zealand Music Awards в 2013 году, исполнительница одержала победу в номинациях «Лучший новый артист» за мини-альбом и «Лучшая песня» за песню «Royals». Лорд и Джоэл Литтл также одержали победу на премии APRA Silver Scroll Awards в 2013 году также за композицию «Royals». На 56-й церемонии Грэмми, песня была представлена в номинации «Лучшая запись года», но одержала победу, как «Лучшая песня года» и «Лучшее сольное поп-исполнение». Песня завоевала победу на церемонии Billboard Music Awards в 2014 году, как «Лучшая рок-песня». В том же году, The Love Club EP был номинирован как «Лучший альбом» на премии World Music Awards, но победу одержала пластинка Coup d’Etat корейского рэпера G-Dragon.

## Коммерческий успех
The Love Club EP дебютировал и достиг максимальной второй позиции в альбомном чарте Новой Зеландии 18 марта 2013 года. Он оставался в чарте около 41 недели. Мини-альбом стал пятым самым продаваемым альбомом 2013 года в Новой Зеландии. Мини-альбом был сертифицирован RIANZ как платиновый с общими продажами в 15 000 копий. В Австралии пластинка дебютировала со второй позиции. The Love Club EP был семикратно сертифицирован ARIA, как платиновый в Австралии. Было продано более 490 000 копий альбома. В США альбом расположился на двадцать третьей позиции в чарте Billboard 200. До августа 2013 года было продано более 60 000 копий. Мини-альбом также вошёл в чарт Канады и расположился на двадцать второй позиции, а также в чарт американского журнала Billboard, Top Rock Albums, заняв шестое место. The Love Club EP являлся 182-м самым продаваемым диском 2013 года в Соединённых Штатах.

## Список композиций
| №                   | Название               | Автор(ы)                         | Продюсер            | Длительность |
| ------------------- | ---------------------- | -------------------------------- | ------------------- | ------------ |
| 1.                  | «Bravado»              | Элла Йелич-О’Коннор, Джоэл Литтл | Джоэл Литтл         | 3:41         |
| 2.                  | «Royals»               | Йелич-О’Коннор, Литтл            | Литтл               | 3:10         |
| 3.                  | «Million Dollar Bills» | Йелич-О’Коннор, Литтл            | Литтл               | 2:18         |
| 4.                  | «The Love Club»        | Йелич-О’Коннор, Литтл            | Литтл               | 3:21         |
| 5.                  | «Biting Down»          | Йелич-О’Коннор, Литтл            | Литтл               | 3:33         |
| Общая длительность: | Общая длительность:    | Общая длительность:              | Общая длительность: | 16:04        |

| №                   | Название                     | Автор(ы)              | Продюсер            | Длительность |
| ------------------- | ---------------------------- | --------------------- | ------------------- | ------------ |
| 6.                  | «Bravado» (Fffrrannno Remix) | Йелич-О’Коннор, Литтл | Литтл               | 3:42         |
| Общая длительность: | Общая длительность:          | Общая длительность:   | Общая длительность: | 19:46        |

| №                   | Название               | Автор(ы)              | Продюсер            | Длительность |
| ------------------- | ---------------------- | --------------------- | ------------------- | ------------ |
| 1.                  | «Bravado»              | Йелич-О’Коннор, Литтл | Литтл               | 3:41         |
| 2.                  | «Swingin Party»        | Пол Уэстерберг        | Литтл               | 3:42         |
| 3.                  | «Million Dollar Bills» | Йелич-О’Коннор, Литтл | Литтл               | 2:18         |
| 4.                  | «The Love Club»        | Йелич-О’Коннор, Литтл | Литтл               | 3:21         |
| 5.                  | «Biting Down»          | Йелич-О’Коннор, Литтл | Литтл               | 3:33         |
| Общая длительность: | Общая длительность:    | Общая длительность:   | Общая длительность: | 16:36        |

## Участники записи
Данные взяты с сайта Discogs.
- Элла Йелич-О’Коннор — вокал, автор
- Джоэл Литтл — автор, звукорежиссёр, сведение, продакшн
- Стюарт Хоукс — мастеринг (на студии Metropolis Studio[англ.], Лондон, Великобритания); звукорежиссёр

## Чарты и сертификации
| Чарт (2013)           | Высшая позиция |
| --------------------- | -------------- |
| Австралия             | 2              |
| Канада                | 22             |
| Новая Зеландия        | 2              |
| США                   | 23             |
| США (Top Rock Albums) | 6              |

| Чарт (2013)    | Высшая позиция |
| -------------- | -------------- |
| Австралия      | 5              |
| Новая Зеландия | 5              |
| США            | 182            |

| Чарт (2014) | Высшая позиция |
| ----------- | -------------- |
| Австралия   | 83             |

| Страна (провайдер) | Сертификации  | Продажи  |
| ------------------ | ------------- | -------- |
| Австралия          | 7x Платиновый | 490,000+ |
| Новая Зеландия     | Платиновый    | 15,000+  |
| США                | —             | 60,000+  |

## Издания альбома
Данные взяты с сайта Discogs.
| Страна         | Дата         | Лейбл                 | Формат | Каталог  |
| -------------- | ------------ | --------------------- | ------ | -------- |
| Новая Зеландия | 8 марта 2013 | Universal New Zealand | ЦД     | —        |
| Новая Зеландия | 8 мая 2013   | Universal New Zealand | CD     | 3738955  |
| Австралия      | 17 мая 2013  | Universal New Zealand | CD     | 3738955  |
| Новая Зеландия | 8 июля 2013  | Universal New Zealand | LP     | 373 5531 |